# Agoseris retrorsa
Agoseris retrorsa là một loài thực vật có hoa trong họ Cúc. Loài này được (Benth.) Greene mô tả khoa học đầu tiên năm 1891.